# Синоґаць
Синоґаць (пол. Synogać) — село в Польщі, у гміні Вежбінек Конінського повіту Великопольського воєводства.
Населення — 303 особи (2011).
У 1975-1998 роках село належало до Конінського воєводства.

## Демографія
Демографічна структура станом на 31 березня 2011 року:
|          | Загалом | Допрацездатний вік | Працездатний вік | Постпрацездатний вік |
| -------- | ------- | ------------------ | ---------------- | -------------------- |
| Чоловіки | 164     | 43                 | 111              | 10                   |
| Жінки    | 139     | 37                 | 72               | 30                   |
| Разом    | 303     | 80                 | 183              | 40                   |